# Joaquim Ferreira Torres
Joaquim Ferreira Torres (Rebordelo, 13 de maio de 1925 — Paredes, 21 de agosto de 1979) foi um empresário e autarca português.

## Biografia
Foi marçano e comerciante de vinhos em Rio Tinto, antes de se estabelecer em Angola, onde fez fortuna em negócios de diamantes. Regressado a Portugal, investiu no imobiliário, foi sócio de uma casa de câmbios e ligou-se à indústria têxtil, criando a Silma, em Famalicão. Em 1971 foi designado presidente da Câmara Municipal de Murça, onde teve também instalada uma filial da Silma. Só em dezembro de 1974 foi demitido pelo então governador civil de Vila Real, Montalvão Machado. Membro do Movimento Democrático de Libertação de Portugal e do Exército de Libertação de Portugal, foi acusado de partcipar na rede bombista que levou a cabo uma série de atentados na sequência do PREC, mas seria absolvido deste processo, a 6 de julho de 1978, a despeito das suas ligações aos grupos.

### Morte
Na manhã de 21 de Agosto de 1979, quando seguia ao volante de um Porsche vermelho, foi assassinado com três tiros. Um dos casos mais polémicos da justiça portuguesa, o julgamento deste crime nunca chegou a ser realizado, nem sequer apurados os resultado da sua investigação. Era irmão do autarca e dirigente desportivo Avelino Ferreira Torres.